# Kropptjärnen (Älvdalens socken, Dalarna, 681090-136776)
Kropptjärnen är en sjö i Älvdalens kommun i Dalarna och ingår i Dalälvens huvudavrinningsområde.